# Mesostenus longicaudis
Mesostenus longicaudis là một loài tò vò trong họ Ichneumonidae.